# توکایوو (شهرستان چکماگوشفسکی، باشقیرستان)
توکایوو (انگلیسی: Tukayevo, Chekmagushevsky District, Republic of Bashkortostan) یک شهرک در شهرستان چکماگوشفسکی استان باشقیرستان کشور روسیه است.